# Shelbourne Park
Shelbourne Park est un stade situé dans le quartier de Ringsend au sud de Dublin accueillant des courses de lévriers.
Ce stade fut aussi une grande place du football irlandais: Shelbourne FC l'utilisa pour y jouer ses matchs à domicile de 1913 à 1949. Shelbourne Park accueillit également deux finales de coupe d'Irlande.
De nos jours, Shelbourne Park est une institution en Irlande, c'est le rendez-vous de tous les amateurs de courses de lévriers.